# دنی هاج
دنی هاج (انگلیسی: Danny Hodge; ۱۳ مهٔ ۱۹۳۲ – ۲۵ دسامبر ۲۰۲۰) کشتی‌گیر و بوکسور اهل ایالات متحده آمریکا بود.
وی در مسابقات کشوری و بین‌المللی در مجموع برندهٔ ۱ مدال نقره شده‌است.